# Oktoberstormen 2013
Oktoberorkanen 2013 var en kortvarig, men yderst kraftig storm, der ramte dele af Nordvesteuropa den 27. – 30. oktober 2013 og forårsagede mindst 19 dødsfald. Der var forudsagt vindstyrker på op til 130-145 km/t over Sydengland, og der blev om eftermiddagen den 28. målt vindstød i Sønderjylland på 53 m/s svarende til 193 km/t eller 103 knob, hvilket er rekorden for Danmark. Ifølge Saffir-Simpson-skalaen på fem kategorier svarede stormen til en kategori 3-orkan (96-112 knob). Ifølge DMI var der i Danmark tale om en regional kategori 4-orkan.
I Danmark blev stormen efter Ekstra Bladets forslag døbt Allan (sandsynligvis opkaldt efter fodboldspilleren Allan Simonsen grundet virakken om hans deltagelse i underholdningsprogrammet Vild med dans 2013 på TV2), mens stormen i den engelsksprogede verden gik under navnet St. Jude (Jesu bror og apostel, Thaddæus på dansk), i EU-institutioner under navnet Christian og i Sverige Simone efter navnedagen den 28. oktober.
Efter stormen opfordrede Klimaministeriet til, at kraftige lavtryk - som leder til en stormvarsling for et dansk landområde - fremover skulle navngives i Danmark.

## Meteorologisk forløb
Et lavtryk dannedes ud for USAs østkyst den 26. oktober og forskød sig mod øst, støttet af jetstrømmen. Stormen udvikledes over det vestlige Atlanterhav hjulpet af et sekundært lavtryk sydøst for Grønland. Undervejs over Atlanten blev lavtrykket forstærket ved tilførsel af varm luft fra en tropisk storm. Lavtrykkets centrum passerede det sydlige England, gik videre nord om Jylland over Stockholm til det sydlige Finland med et kraftigt vestenvindsfelt på sydsiden. Lavtrykket døde ud den 31. oktober.

## Tab og skader
| Land     | Dødsfald | Bortkomne |
| -------- | -------- | --------- |
| Tyskland | 8        | 0         |
| UK       | 4        | 1         |
| Holland  | 3        | 0         |
| Danmark  | 3        | 0         |
| Frankrig | 1        | 0         |
| Total    | 19       | 1         |

### Belgien
Stormen medførte begrænsede skader i Belgien, men 12 personer blev evakueret, da stilladser styrtede i Merksem.

### Danmark
DSB valgte at indstille S-togene og alle tog syd for Aarhus efter store skader på køreledninger, togsæt, skinner og anden infrastruktur.
I Kliplev blev et tog ramt af et nedvæltet træ. I alt 25 togsæt blev beskadiget og 1500 passagerer var strandet.
Storebæltsbroen, Den nye Lillebæltsbro, Øresundsbroen, Vejlefjordbroen og Alssundbroen var lukket.
Flyvninger til og fra Københavns Lufthavn blev stoppet og SAS beordrede sine medarbejdere indendørs pga. risiko for personskade. Omkring 400 passagerer var strandet i fly og i alt 1400 flypassagerer var strandet i lufthavnen.
I Lyngby blæste taget af et højhus og ned på Lyngbymotorvejen og skinnerne omkring Lyngby Station,
således at passagerer fra flere tog omkring stationen måtte evakueres.
På Islands Brygge væltede en 60 meter høj kran.
En 21-årig mand mistede livet, da han blev ramt af dele fra en gavl ved havnen i Gilleleje. Dagen efter, den 29. oktober, mistede en 56-årig mand fra Asnæs livet, da han i sin bil i morgenens mørke påkørte et træ, som stormen havde væltet i Gislinge ved Holbæk.
Den 3. november døde en 57-årig kvinde af sine kvæstelser, efter at hun under stormen blev fanget under et tag, som stormen rev af et hus i Halk ved Haderslev.
Den 6. november opgjorde DSB skaderne til mellem fem og ti millioner kr. på 25 togsæt, der måtte på værksted som følge af stormen. Banedanmark vurderede, at der var sket skader på jernbaneinfrastrukturen for mellem fem og syv millioner kr., da omkring 500 træer væltede ned over skinnerne. Vejdirektoratet vurderede, at der var skader for lidt under en million kr. blandt andet som følge af ødelagte vejskilte.

### England
England havde fire dødsfald som følge af stormen. I Newhaven, East Sussex blev en 14-årig skyllet i havet den 27. oktober. Eftersøgningen efter ham, som involverede både en lokal redningsbåd og kystvagtens helikopter, blev aflyst klokken 21:45 samme aften. En mand omkom i Watford da et træ faldt over hans bil. I Hever i Kent omkom en 17-årig kvinde efter at stormen væltede et træ over den beboelsesvogn, hun boede i. I Hounslow i London blev to dræbt som følge af en gaseksplosion, som ødelagde deres hus og var forårsaget af et væltet træ.

### Frankrig
En 47-årig kvinde blev skyllet i havet fra Belle Île, en ø udenfor Bretagne. Liget blev fundet den efterfølgende morgen.

### Holland
Rekorden for vindstød i oktober måned blev slået to gange, først med et vindstød på 148,2 km/t målt i Texel, dernæst et vindstød på 152 km/t målt i Vlieland i Friesland. Vlieland oplevede vindstyrke 11 på Beaufort-skalaen i en time og styrke 12 i mindst 20 minutter. To personer blev dræbt, en kvinde i Amsterdam og en mand i Veenendaal – begge som følge af væltede træer, og mindst 25 andre kvæstet.
Der rapporteredes mange skader med tusinder af væltede træer, ødelagte biler, gasledninger, bygninger og transportforstyrrelser. I Amsterdam faldt flere hundrede træer og mindst en husbåd sank, sporvognstrafikken indstilledes og bustrafikken havde store forsinkelser. Jernbanetrafikken var så godt som indstillet, og tusinder af rejsende strandede. KLM aflyste 47 afgange fra Schiphol og mange andre oplevede store forsinkelser. De kommunale myndigheder lukkede de fleste af byens parker og den zoologiske have, og mange af dem var også lukket den efterfølgende dag. Et billede på Twitter viser angiveligt et ødelagt pariserhjul, men der var tale om en planlagt nedbrydning fra ejernes side.
Rotterdam havn var lukket for trafik den 28. oktober, mens den DFDS-ejede færge King Seaways fra Newcastle måtte opgive at gå til kaj i IJmuiden og blev i søen til stormen løjede af.
Den 29. oktober advarede skovmyndighederne folk mod ophold i skovområder for de næste dage, idet mange træer var svækket og sammen med nedfaldende grene udgjorde en livsfare.
Tidlige estimater vurderer skadernes omfangt til at udgøre 95 mio. EUR, og beløbet forventes at blive større, idet det ikke omfatter skader på landbrug eller offentlig ejendom. Mere end 10.000 nødopkald blev modtaget over hele Holland, flest i Amsterdam.

### Tyskland
Tyske medier rapporterede mindst otte dødsfald. I Køln døde en sømand den 27. oktober, da hans båd kæntrede. En fisker døde i en selvstændig hændelse. Den 28. oktober blev en mor og hendes barn dræbt i Gelsenkirchen, da et træ væltede over deres bil. Flensborg Avis meldte også om et dødsfald forårsaget af et faldende træ.
Oost møllen, en vindmølle i Greetsiel, Niedersachsen fik vinden ind bagfra, hvilket førte til at møllehat og vinger blæste af.
I Göttingen, også Niedersachsen, blev en del af facaden på byens universitet ødelagt.